# جوش ويغينز
جوش ويغينز (بالإنجليزية: Josh Wiggins)‏ (مواليد 2 نوفمبر 1998 في هيوستن)، هو ممثل أمريكي بدأ مسيرته الفنية سنة 2014. اشتهر بدور «يعقوب ويلسون» في فيلم الدراما هيليون سنة 2014.

## الأعمال
| السنة | اسم الفيلم    | الدور          | ملاحظات |
| ----- | ------------- | -------------- | ------- |
| 2014  | هيليون (فيلم) | يعقوب ويلسون   |         |
| 2015  | Max           | Justin Wincott |         |
| 2015  | فقدت في الشمس | لويس           |         |
| 2016  | Mean Dreams   | Jonas Ford     |         |
| 2017  | المشي         | ديفيد          |         |
| 2017  | The Bachelors | Wes Patel      |         |

## وصلات خارجية
- جوش ويغينز على موقع IMDb (الإنجليزية)
- جوش ويغينز على موقع قاعدة بيانات الفيلم (الإنجليزية)